# Rund skuggporina
Rund skuggporina (Pseudosagedia globulans) är en lavart som först beskrevs av Edvard(Edward) August Vainio, och fick sitt nu gällande namn av R.Sant. comb. nov. Rund skuggporina ingår i släktet Pseudosagedia, och familjen Porinaceae. Arten är reproducerande i Sverige.